# Epigynopteryx castanea
Epigynopteryx castanea är en fjärilsart som beskrevs av Pierre E.L. Viette 1977. Epigynopteryx castanea ingår i släktet Epigynopteryx och familjen mätare. Inga underarter finns listade i Catalogue of Life.